# Пущино (Чувашия)
Пущино (чув. Пуҫӑн Сали)  — деревня в Мариинско-Посадском муниципальном округе Чувашской Республики России. С 2004 до 2023 года входила  в состав Приволжского сельского поселения.

## География
Деревня находится в северо-восточной части Чувашии, в пределах Чувашского плато, в зоне хвойно-широколиственных лесов, на правом берегу реки Волги, на расстоянии примерно 7 километров (по прямой) к востоку от города Мариинский Посад, административного центра округа. Абсолютная высота — 128 метров над уровнем моря.

### Часовой пояс
Деревня Пущино, как и вся Чувашия, находится в часовой зоне МСК (московское время). Смещение применяемого времени относительно UTC составляет +3:00.

## Население
| 2010 | 2012 | 2013 |
| ---- | ---- | ---- |
| 23   | ↘15  | →15  |

### Половой состав
По данным Всероссийской переписи населения 2010 года в гендерной структуре населения мужчины составляли 39,1 %, женщины — соответственно 60,9 %.

### Национальный состав
Согласно результатам переписи 2002 года, в национальной структуре населения русские составляли 97 % из 40 чел.